# 八白土星
| 四 | 九 | 二 |
| 三 | 五 | 七 |
| 八 | 一 | 六 |

| 七 | 三 | 五 |
| 六 | 八 | 一 |
| 二 | 四 | 九 |

八白土星（はっぱくどせい）とは、暦、占いに用いられる九星の一つ。
九星では土に属するものには他に二黒土星と五黄土星があるが、八白土星は、土としては高い山や堤防などの、どっしり安定したイメージの土を表すという。

## 属性
- 五行 - 土
- 八卦 - 艮
- 十干 - 戊、己
- 十二支 - 丑、寅
- 季節 - 冬の土用
- 方位 - 東北
- 月 - 1月、2月
- 時間 - 1時～5時
- 数 - 五、十
- 色 - 黄色
- 味 - 甘味

## 象意
- 変化、貯まる、止まる、高い、相続、終止と再開、関節、不動産、純粋、少年
- 改革、山、歓迎、耳、鼻、腰、筋肉、高尚、体中の関節、背中、脊髄

## 他の星との関係（相性）
- 相生 - 六白金星（土生金）、七赤金星（土生金）、九紫火星（火生土）
- 相克 - 一白水星（土剋水）、三碧木星（木剋土）、四緑木星（木剋土）
- 比和 - 二黒土星、五黄土星、八白土星

## 八白土星の（中宮になる）年
西暦年を9で割って3余る年が八白土星の年となる。
‥‥- 1947年 - 1956年 - 1965年 - 1974年 - 1983年 - 1992年 - 2001年 - 2010年 - 2019年 - 2028年 - 2037年 - 2046年 - 2055年 - 2064年 - ‥‥